# Tiptronic
Tiptronic – rodzaj zautomatyzowanej (półautomatycznej) skrzyni biegów. Kierowca oprócz możliwości jazdy w trybie automatycznym "D", ma do dyspozycji tryb manualny. W trybie manualnym zmiana biegów następuje sekwencyjnie, czyli kolejno bez możliwości omijania poszczególnych biegów. Skrzynie tiptronic montowane są w samochodach wielu firm, m.in. Audi, VW, Porsche czy Škoda.

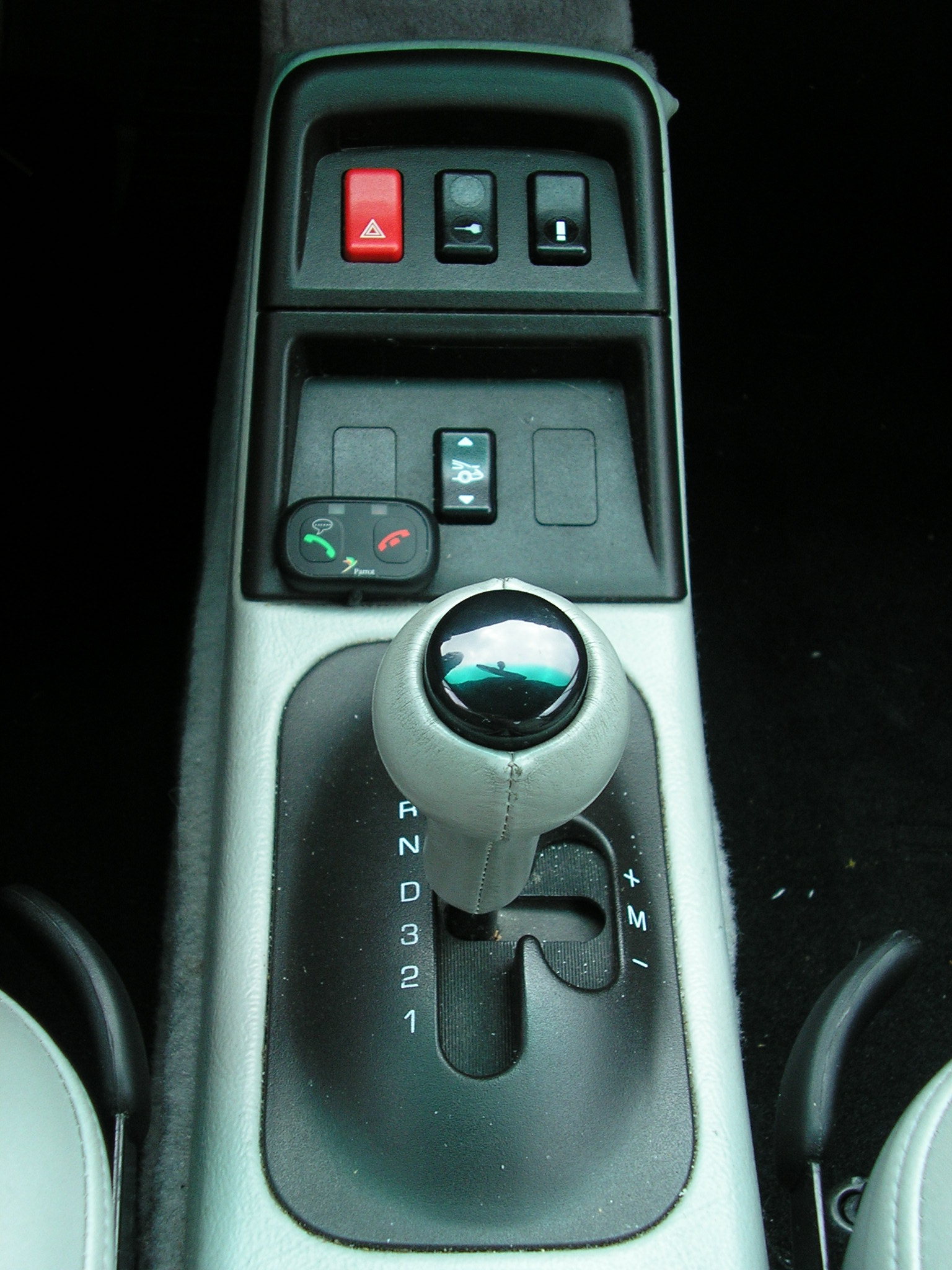
Tiptronic w Porsche 911 (993)

Tiptronic® jest zastrzeżoną nazwą towarową, a jej właścicielem jest Porsche, która udzieliła licencji m.in. koncernowi Volkswagen AG. Ponadto tiptronic używany jest w języku potocznym do określania innych zautomatyzowanych skrzyń biegów z możliwością ręcznej zmiany biegów, stosowanych przez konkurencyjnych producentów.
Tiptronic domyślnie ma 6 przełożeń, choć dostępne są również skrzynie z większą ilością biegów. Skrzynia ma zapewniać wysoki komfort jazdy najbardziej wymagającym kierowcom. Cechuje się szczególnym rodzajem zabezpieczeń, uniemożliwiających kierowcy schodzenie z kilku przełożeń jednocześnie.
Opcjonalnie można sterować funkcją tiptronic za pomocą przycisków na kierownicy.
Inne rozwiązania zbliżone do Tiptronic firm konkurencyjnych:
- Acura: SportShift
- Alfa Romeo: Selespeed
- BMW: Steptronic
- Chrysler/Dodge: Autostick
- Hyundai: Shiftronic
- Infiniti: Manual Shift Mode
- Jaguar: Bosch Mechatronic
- Lexus: E-Shift
- Mercedes-Benz: TouchShift
- Mitsubishi: Sportronic
- Opel: Easytronic
- Saab: Sentronic
- Smart: Softip, Softouch
- Subaru: SPORTSHIFT
- Volvo: Geartronic.